# René Audubert
René-André Audubert (1er novembre 1892 à Pujols-sur-Dordogne, Gironde - 18 août 1957 à Courbevoie, Seine) est un physico-chimiste français.

## Études et carrière académique
Fils d'un médecin, René Audubert fait des études supérieures scientifiques à la faculté des sciences de l'université de Bordeaux et y obtient la licence ès sciences physiques en 1913. Diplômé d'études supérieures en 1914, il est ensuite mobilisé dans l'armée pour cinq ans. Atteint par le gaz, il est affecté comme radiographe au centre de physiothérapie de Troyes. Démobilisé en 1919, il devient alors préparateur pour le certificat de physique, chimie et sciences naturelles à la faculté des sciences de l'université de Paris et préparateur du cours de physique appliquée au Conservatoire national des arts et métiers. Il entame alors des travaux de recherche au sein du laboratoire de chimie-physique de Jean Perrin. En 1922 il obtient le doctorat ès sciences physiques devant la faculté des sciences de l'université de Paris avec une thèse principale intitulée Actions de la lumière sur les suspensions. Devenu assistant en 1928, il chargé de la direction des travaux pratiques et de l'enseignement de la chimie-physique à l'institut de chimie appliquée de la faculté et obtient la direction d'un nouveau laboratoire de chimie physique au sein de l'institut, financé par la 2e section de l'École pratique des hautes études. Nommé chef de travaux à la faculté le 1er janvier 1937, il est chargé d'un cours d'électrochimie destiné aux candidats au certificat de chimie générale puis au certificat de chimie approfondie. Il est également en parallèle chef de travaux au Conservatoire. À la Faculté, René Audubert est nommé sur une nouvelle maîtrise de conférences d'électrochimie le 1er janvier 1946, et devient à la même époque chargé de cours d'électrochimie au Conservatoire. En 1953, il est nommé professeur titulaire à titre personnel à la faculté et devient en 1956, un an avant sa mort, titulaire d'une nouvelle chaire d'électrochimie au Conservatoire. Marguerite Quintin lui succéda à la maîtrise de conférences d'électrochimie de la faculté et à la tête du laboratoire de chimie physique et d'électrochimie de l'École pratique des hautes études tandis que Maurice Bonnemay lui succéda à la chaire du Conservatoire.

## Travaux
Il contribua de façon décisive au développement de la cinétique électrochimique en étant un précurseur de la théorie moderne de la surtension électrochimique en 1924, qui conduisit en 1930, Max Volmer et Tibor Erdey-Grùz à proposer le formalisme de la relation de Butler-Volmer. 
Il dirigea la grande collection de "La science vivante" aux éditions des Presses universitaires de France, qui compte, entre autres Les Idées nouvelles de la génétique, par Jean Rostand, publié en 1941, Les rayons cosmiques, de Pierre Auger, publié en 1941, et Bactéries et virus d'André Boivin, publié en 1947.

## Actes de résistance
Durant la guerre 39-45, il participa au réseau de résistance du Collège de France. Il confectionnait des cocktails Molotov dans son laboratoire de l'institut de chimie, et y fut photographié par Robert Doisneau. Il participa, le 2 mai 1944, à l'évasion du scientifique Paul Langevin, qui âgé de 72 ans fut évacué vers la Suisse alors qu'il était assigné à résidence à Troyes. René Audubert et son assistante, Marguerite Quintin, ont contribué à l'exfiltration de Paul Langevin vers la Suisse en le cachant au domicile parisien d’Audubert jusqu'au 4 mai.  Il y a également caché des scientifiques juifs, comme le biophysicien René Wurmser.

## Vie privée
Il se marie le 26 mai 1920 avec Suzanne Bastien et le 15 décembre naît sa fille Jacqueline. René Audubert épousa en secondes noces en 1953 Marie Jullemier, qui avait été mariée, de 1935 à 1950, au diplomate Maurice Dejean.

## Publications

### Articles
- Théorie moderne de la surtension, Journal de Chimie Physique, (1924), 21, 351.
- (en) Application of the Debye-Hückel theory to disperse systems, avec S. R. Craxford, Transactions of the Faraday Society, (1940), 35, 144-153.
- Sur le mécanisme de l'adsorption des ions, avec Marguerite Quintin, Comptes-rendus des Séances de l'Académie des sciences, (1925), 180, 513.

### Ouvrages
- Cours d'électrochimie - Notions théoriques et applications de l'électrochimie, Eyrolles (1924).
- Données numériques d'électricité magnétisme et électrochimie rédigées, Gauthier-Villars (1928).
- Phénomènes photoélectrochimiques : action de la lumière sur le potentiel métal-solution, Hermann (1933).
- Propriétés électrochimiques des protéines, Hermann (1934).
- L'électrochimie, Presses universitaires de France, coll. « Que sais-je ? » (1950).
- Électrolyse, Presses universitaires de France (1953).
- Les ions en solution: interactions et décharges, Presses universitaires de France (1955).
- Des précipités colloïdaux aux macromolécules, Presses universitaires de France (1956).
- (en) The principles of electrophoresis, avec Serge de Mende[3], Hutchinson Company, UK (1959).